# Theodor Ghițescu
Theodor Ghițescu (* 24. Januar 1934 in Bukarest; † 22. November 2008 in Bukarest) war ein rumänischer Schachspieler.
Die rumänische Einzelmeisterschaft konnte er einmal gewinnen: 1963 in Bukarest. Er spielte für Rumänien bei zwölf Schacholympiaden: 1956, 1960 bis 1974, 1978 bis 1980 und 1984. Außerdem nahm er dreimal an den europäischen Mannschaftsmeisterschaften (1965, 1973 und 1977) und an der Schach-Mannschaftsweltmeisterschaft 1985 in Luzern teil.
Im Jahre 1961 wurde ihm der Titel Internationaler Meister (IM) verliehen, 1986 der Titel Ehrengroßmeister (HGM).
Von Beruf war er Bauingenieur.